# Trempats de la UPF
Els Trempats de la UPF són la colla castellera universitària de la Universitat Pompeu Fabra (UPF), situada a Barcelona. Va ser fundada el 2014 i els seus millors castells són el 4 de 7 amb el pilar, el 2 de 7 amb folre, pilar de 6 amb folre i el 3 de 7. Vesteixen amb camisa de color marró avellana. És una de les tres colles castelleres universitàries de la ciutat de Barcelona, juntament amb els Arreplegats de la Zona Universitària (1995) i els Engrescats de la URL (2013). Com a colla universitària, la seva temporada té dos trams: el d'Hivern (de novembre a desembre) i el de Primavera (d'abril a maig), i en tots dos organitzen una diada pròpia.
Van ser admesos per la Coordinadora de Colles Castelleres de Catalunya com a «colla en formació» el 2 de març del 2015 i acceptats com a colla de ple dret el 4 d'abril del 2016. En el moment de l'ingrés a la CCCC, van ser la vuitanta-vuitena colla i la desena en formació d'àmbit universitari en ser reconeguda com a colla de ple dret.

## Història
La colla va començar a partir d'uns tallers que membres de colles castelleres convencionals van decidir iniciar a la seva universitat pels volts del febrer del 2014. Les ganes de seguir endavant van portar que decidissin formalitzar-se com a colla i començar a assajar amb l'objectiu de poder esdevenir una més de les colles castelleres universitàries que ja hi havia al panorama i afegir-se al circuit de diades. Els primers assajos es van realitzar aquell maig.

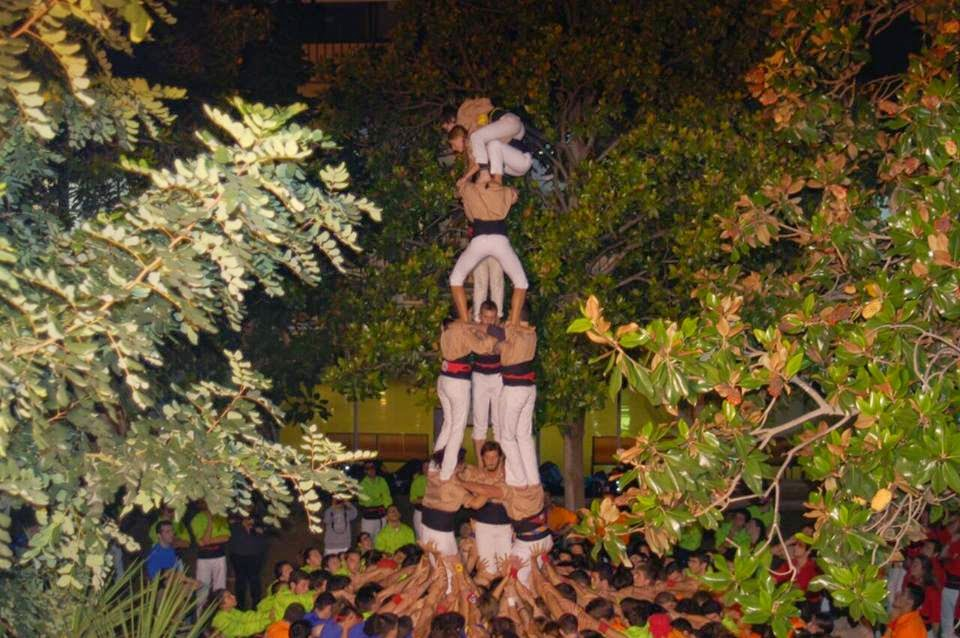
3 de 6 a Vilanova. Primer castell de la seva història.

Després de l'aturada d'estiu, van reiniciar els assajos i ben aviat van rebre la notícia que podrien incorporar-se ja al circuit de diades universitàries. En la seva presentació a plaça, el 21 de novembre del 2014, a la diada dels Llunàtics de la UPC, van descarregar el 3 de 6 i el 4 de 6. Aquell Tram d'Hivern però, donat el poc bagatge com a colla i el poc temps d'antelació, no van organitzar diada pròpia. La seva primera diada va ser ja al Tram de Primavera, el 30 d'abril del 2015, on van assolir els primers 4 de 6 amb l'agulla i 5 de 6 de la seva història, juntament amb el 3 de 6 i diversos pilars de 4, un d'ells, carregat, signant la que va acabar sent la millor diada de la temporada.
Entre el Tram d'Hivern i el de primavera d'aquesta primera temporada van dominar els dos castells bàsics de 6 i van afegir-hi el 3 de 6 amb l'agulla, el 4 de 6 amb l'agulla i el 5 de 6 i van intentar dues vegades el 2 de 6 (un primer intent desmuntat i un fallit).
Durant aquesta primera temporada, el 2 de març del 2015, van ser admesos per la Coordinadora de Colles Castelleres de Catalunya com a «colla en formació».
Aquesta segona temporada va servir també per a confirmar el seu ingrés a la CCCC com a colla de ple dret, notícia que van rebre el 4 d'abril del 2016 pocs dies abans de començar les diades del Tram de Primavera. Van esdevenir així la desena colla de l'àmbit universitari i la vuitanta-vuitena colla de la coordinadora.
La nova temporada va començar a un nivell molt alt, assolint el que fins aquell moment era el millor castell, el 4 de 7, a la primera actuació, la Festa Major de la UAB. Durant el Tram d'Hivern van repetir aquest castell una altra vegada, a la seva diada, on el van acompanyar del 2 de 6 i el 5 de 6, revalidant un altre cop la seva millor diada de la història fins al moment.
Abans del Tram de Primavera van organitzar la Tercera Diada Barcelonina on van aprofitar per estrenar el pilar de 4 per sota i el 7 de 6 i van sumar-hi el 2 de 6 i el 4 de 6 amb l'agulla. També és destacable la seva participació en l'Aniverfest, la diada d'aniversari del Xoriguers de la UdG, on van fer el primer i únic 5 de 6 fet en la variant anomenada '5 a l'antiga' que ha fet una colla castellera universitària i van fer el 4 de 7 més llunyà fins aleshores.
La feina feta durant la primera meitat de curs va acabar sortint a la llum durant el Tram de Primavera. A la Diada dels Grillats del Campus Baix Llobregat es va descarregar el 4 de 7 després d'un intent desmuntat, a més de recuperar el 5 de 6 'a l'antiga'. Una setmana després, el 10 de maig del 2018, a la Diada de Primavera dels Ganàpies de la UAB, es van repetir aquests dos castells. Entremig van descarregar el segon 2 de 7 amb folre de la seva història i el primer lluny de casa seva, a la plaça Cívica. En ronda de pilars es va assolir el primer pilar de 5 de la història de la colla, al primer intent. L'espadat de 5 es va tornar a fer una setmana més tard a la Diada de Primavera dels Xoriguers de la UDG, tot i que l'alineació va patir canvis, ja que se n'assajaven dues de simultànies. Girona també va veure el primer 3 de 7 descarregat de la temporada i un nou 4 de 7.
La temporada 2017-2018 arribava a la seva fi el 24 de maig a l'espai Àgora de la Universitat Pompeu Fabra. Després dels èxits assolits durant el Tram de Primavera, l'ambició era desmesurada. La bona feina feta amb el folre del 2 de 7 i l'espadat va obrir les portes a plantejar-se proves de pilar de 6 amb folre i de 4 de 7 amb pilar. Els assajos previs van posar sobre la taula les possibilitats d'intentar assolir la millor actuació de la seva història, i així va ser. Es va descarregar el 3 de 7 de sortida i el 2 de 7 amb folre en segona ronda. Assolits els dos objectius bàsics, es va apostar per dos castells que la colla mai havia portat a plaça. En tercera ronda es va descarregar el primer -i únic fins a dia d'avui- 4 de 7 amb pilar al primer intent, després d'una defensa titànica. Amb tot de cara, a la ronda de pilars es va provar el pilar de 6 amb folre, que va quedar en intent a la primera temptativa, però que es va descarregar a la segona, sent el primer pilar folrat de color avellana.
En un inici, semblava que la renovació profunda en posicions clau i en càrrecs directius havia de portar a una primera meitat de curs de transició i amb una aposta a mitjà i llarg termini. Si més no, després de freqüentejar amb solvència la gamma mitja i alta de sis a les diades dels Passerells del Tecnocampus de Mataró i dels Xoriguers de la UDG, es va descarregar el primer 4 de 7 de la temporada a la Diada d'Hivern dels Trempats de la UPF, el 5 de desembre de 2019. A l'actuació de casa, la colla va sumar-hi el 5 de 6 i el 2 de 6. A més, va tancar la diada amb un pilar de 5 que no entrava als plans. Tot plegat va significar la millor actuació en un Tram d'Hivern de la seva història. Una setmana més tard, a la Diada d'Hivern dels Marracos de la UDL, es va repetir el 4 de 7 (l'actual castell de 7 més llunyà del lloc d'assaig habitual de la Colla), arribant a un total de 19 de descarregats en el seu historial, sense haver-ne caigut mai i només amb cinc intents desmuntats. Amb aquestes xifres, s'assolien cinc temporades consecutives de castells de set i vuit trams seguits, des del Tram de Primavera de 2016. A Lleida també es va fer de nou el pilar de 5, però va quedar en carregat.

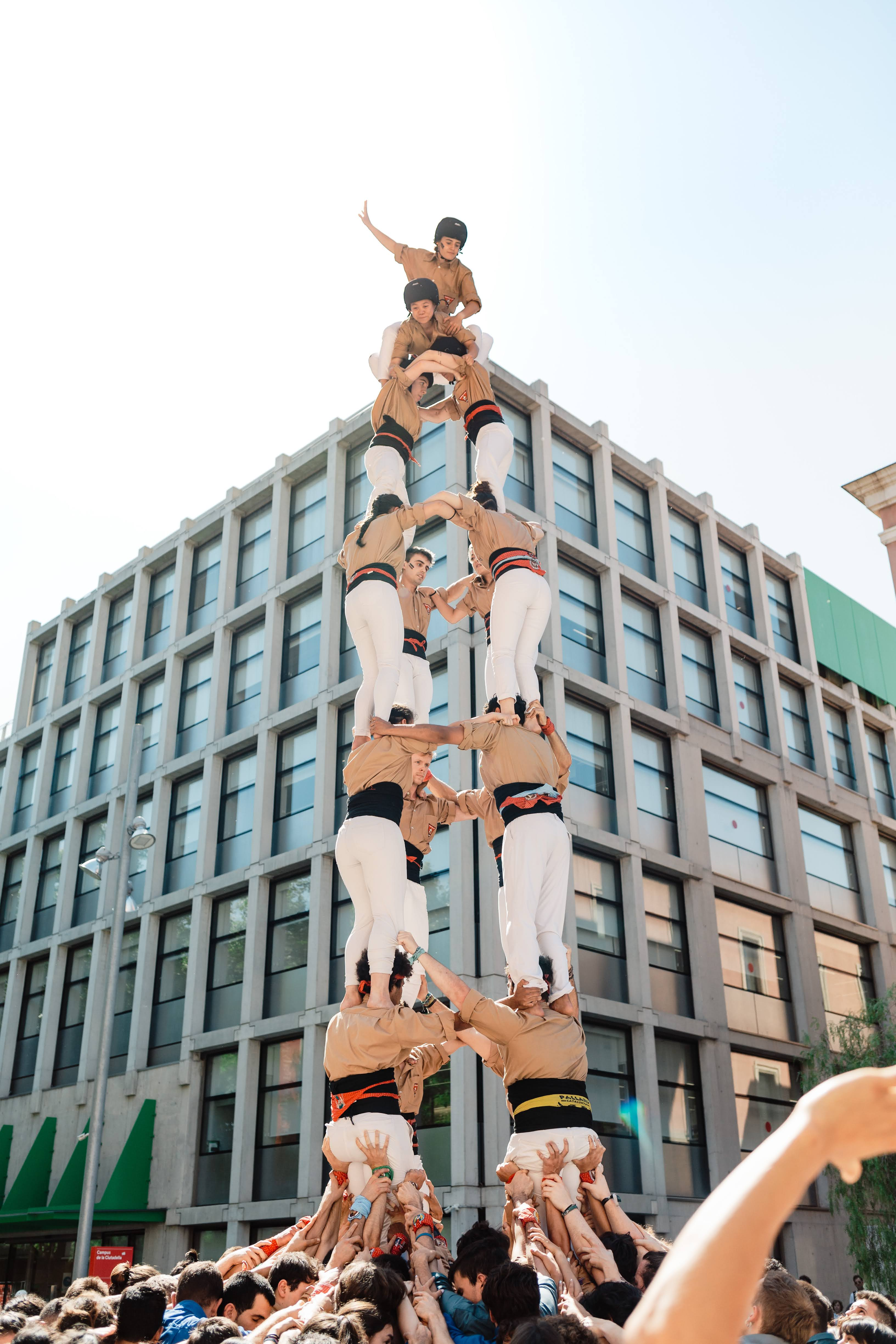
4d7 dels Trempats de la UPF a la seva diada de primavera (2022)

Després d'uns mesos amb poca afluència de camises a assaig, la diada de colles barcelonines organitzada pels Engrescats de la URL donà el tret de sortida a una nova tongada d'actuacions. En aquella diada, els Trempats de la UPF descarregaren gamma bàsica de 6 i un 4 de 6 amb agulla. La primera diada del tram de primavera fou igualment organitzada pels Engrescats i Trempats aconseguí descarregar el seu primer 2 de 6 de la represa. Després d'una diada al campus de Montilivi de la Universitat de Girona organitzada pels Xoriguers de la UdG on es feren castells ja assolits pels de la Universitat Pompeu Fabra, arribà la diada de primavera dels Ganàpies de la UAB on, després de descarregar el segon 2 de 6 de la temporada després d'un intent, es vegué el primer 4 de 7 avellana des de 2019 i el primer castell de 7 post-pandèmic de la Colla. Es tancà l'actuació amb el 5 de 6 i pilars de comiat.
Després de recuperar els castells de 7 al final de la temporada anterior, els Trempats es veien ambiciosos i amb ganes de seguir creixent, fet que es notà en l'afluència a l'assaig. Gràcies a la feina feta en formar i recuperar la colla l'any anterior, la colla va poder seguir fent passes endavant, recuperant el 4 de 7 i fent el pilar de 5 a la diada d'hivern, tot i que el pilar va quedar només en carregat. A més, la colla també va fer el 5 de 6 i el 2 de 6, castells ja habituals en aquestes dates.
Els plats forts van arribar al segon tram de la temporada, amb el 4 de 7 a la diada del 10è aniversari dels Engrescats del 16 de març de 2023, el més matiner mai realitzat al segon tram fins al moment, i el 3 de 7 de la diada de Ganàpies, castell que no es descarregava des de maig de 2019.